# Zeena Parkins
Zeena Parkins (Detroit, Míchigan, 1956) es una arpista activa en la música rock, improvisación libre y jazz contemporáneo. Parkins toca varios tipos de arpa - entre ellas el arpa eléctrica -, y también toca el piano, la celesta y el acordeón. Se instaló en Nueva York en 1984.

## Historial
En su trabajo hay desde performances solistas hasta grandes ensembles. Además arpas estándar y eléctricas, sus obras también incorporan foley, grabaciones de campo, sintetizadores análogos, samplers, osciladores e instrumentos creados por ella.
Hizo diversos lanzamientos solistas y grabó o tocó con Björk, John Zorn, Elliott Sharp, Ikue Mori, Butch Morris, Tin Hat Trio, Jim O'Rourke, Fred Frith, Chris Cutler, Lee Ranaldo, Nels Cline, Pauline Oliveros, Anthony Braxton, Matmos, Yoko Ono, Christian Marclay, Hole (banda de Courtney Love), entre otros.
Ha sido miembro de muchas bandas de rock experimental, incluidas No Safety, News from Babel, Skeleton Crew y Keep the Dog, banda que toca solo composiciones de Fred Frith. En marzo de 2008 se unió al quinteto Cosa Brava, junto a Frith, Carla Kihstdet, Matthias Bossi y The Norman Conquest.

## Discografía

### Álbumes como solista
- Something Out There (1987, No Man's Land)
- Nightmare Alley (1993, Table of the Elements)
- Isabelle (1995, Disk Union)
- Mouth=Maul=Betrayer (1996, Tzadik)
- No Way Back (1998, Atavistic)[4]
- Necklace (2006, Tzadik)

### Videos
- Roulette TV: Janene Higgins & Zeena Parkins. (2001, Roulette Intermedium Inc.)
- April in New York - Bobby Previte (2007, Independent)